# Östersunds FK
Östersunds Fotbollsklubb, Östersunds FK, ÖFK ali preprosto Östersund je švedski nogometni klub iz mesta Östersund. Ustanovljen je bil 31. oktobra 1996 in trenutno igra v Allsvenskan, 1. švedski nogometni ligi.
Östersund je od ustanovitve naprej igral večinoma v nižjih ligah. Vidnejša uspeha tega obdobja sta naslova prvaka četrtoligaške 2. divizije leta 2011 in tretjeligaške 1. divizije leta 2012. Po koncu sezone 2015 pa je z naslovom podprvaka v 2. švedski ligi prvič napredoval v najmočnejšo ligo. V sezoni 2016/17 pa se z osvojitvijo švedskega pokala uvrsti na svoje prvo večje evropsko tekmovanje - Evropsko ligo, kjer v skupini s španskim Athletic Bilbaom, nemško Hertho in ukrajinsko Zorjo Lugansk napreduje v šestnajstino finala, kjer pa je bil v skupnem seštevku [0-3, 2-1] boljši angleški Arsenal.
Domači stadion Östersunda je Jämtkraft Arena, ki sprejme 8,466 gledalcev. Barvi dresov sta rdeča in črna.